# Stanisław Dawski

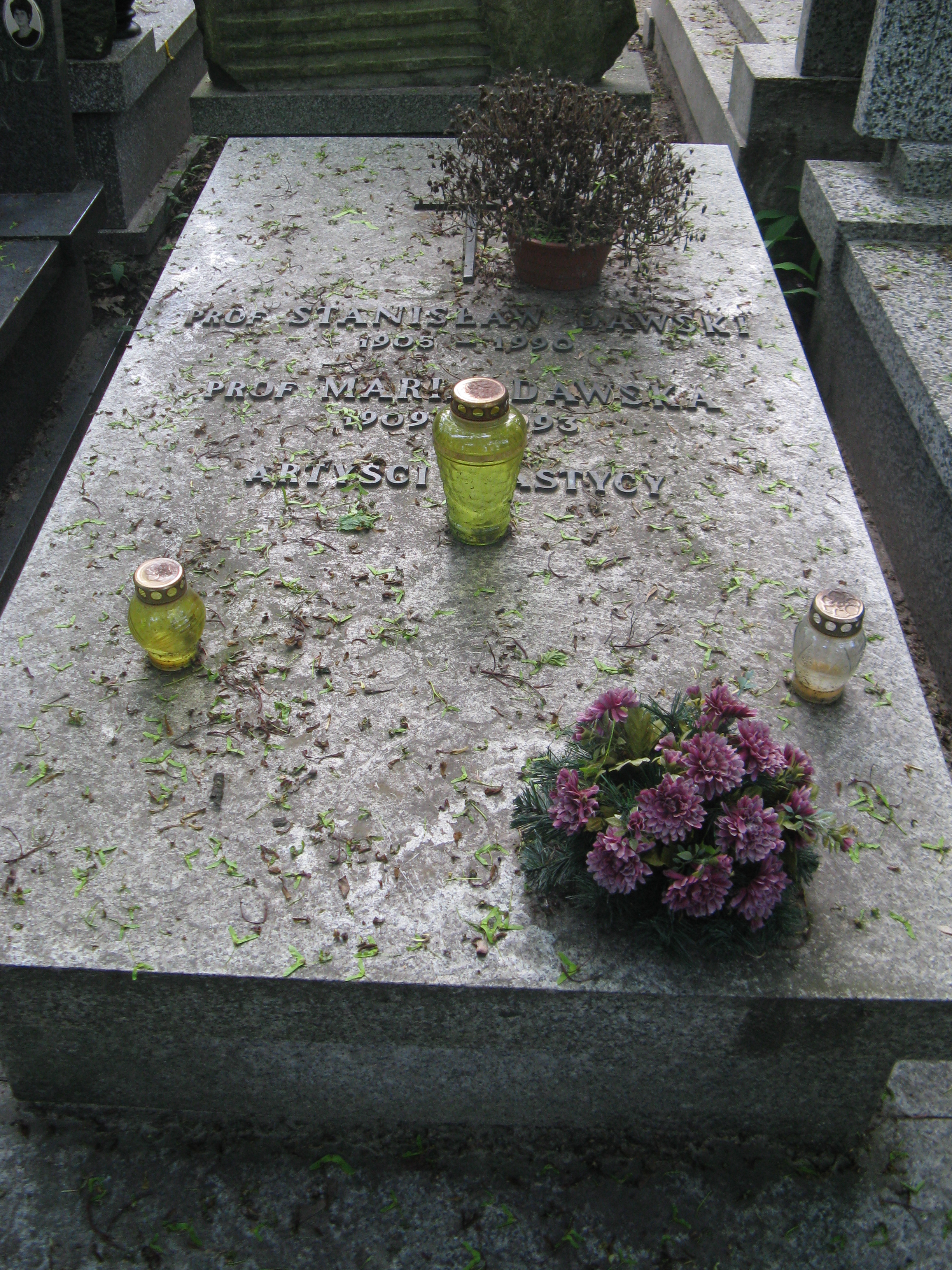
Grób Stanisława i Marii Dawskich na cmentarzu Wojskowym na Powązkach

Stanisław Dawski, właśc. Stanisław Kopciuch (ur. 19 maja 1905 w Dorohusku, zm. 9 grudnia 1990 w Warszawie) – polski profesor sztuk plastycznych w zakresie grafiki i malarstwa, artysta malarz, grafik, rzeźbiarz, witrażysta, autor ekslibrisów, współorganizator i profesor Państwowej Wyższej Szkoły Sztuk Plastycznych we Wrocławiu, rektor tej uczelni w latach 1952–1965, nauczyciel akademicki

## Życiorys
Od 1932 studiował malarstwo i grafikę w Akademii Sztuk Pięknych w Warszawie. Dyplom otrzymał w 1939 w pracowni Felicjana Szczęsnego Kowarskiego i Stanisława Ostoi-Chrostowskiego. 
Po II wojnie światowej osiadł we Wrocławiu. W 1946 uczestniczył w utworzeniu wrocławskiej Państwowej Wyższej Szkoły Sztuk Plastycznych, gdzie zaczął pracę jako wykładowca na stanowisku profesora. Będąc rektorem, kładł nacisk na kształcenie zarówno w sztukach „czystych”, jak i sztukach użytkowych, dbając o rozwój pracowni szkła, ceramiki i architektury wnętrz. Za jego kadencji powstał Wydział Ceramiki i Szkła, gdzie prowadził Katedrę Szkła Artystycznego. Pomógł także w utworzeniu pracowni fotografii. Opiekował się Józefem Gielniakiem. Jego uczniami byli Witold Turkiewicz, Kazimierz Głaz, Ludwik Kiczura, Zbigniew Horbowy, Kazimierz Pomagalski, Zbigniew Roman Kawecki, Józef Podlasek. Tytuł profesora otrzymał w 1970. W 1970 wraz żoną Marią przeniósł się do Warszawy i objął stanowisko profesora w Katedrze Problematyki Malarstwa w Architekturze na Wydziale Malarstwa Akademii Sztuk Pięknych. W 1975 przeszedł na emeryturę.  
Należał do Association Internationale des Arts Plastiques (od 1952), Międzynarodowego Stowarzyszenia Drzeworytników XYLON w Szwajcarii (od 1979), Accademia Italiana delle Arti e del Lavoro (od 1980). 
Od 1948 tworzył ekslibrisy, wykonał ok. 200 księgoznaków, stosował akwafortę, akwatintę, wypukłodruk.
Uczestniczył w II i III Biennale Grafiki w Krakowie (1962 i 1964). Jego prace znajdują się w zbiorach wielu muzeów krajowych i zagranicznych.
Przewodniczył Wojewódzkiemu Komitetowi Frontu Jedności Narodu we Wrocławiu, był członkiem Ogólnopolskiego Komitetu Frontu Jedności Narodu (1958) i Ogólnopolskiego Komitetu Pokoju (od 1962).
Był mężem Marii z domu Zimmermann (1909–1993), artystki malarki. Został pochowany na cmentarzu Wojskowym na Powązkach (kwatera A II-5-25).

## Ordery i odznaczenia
- Krzyż Komandorski Orderu Odrodzenia Polski
- Order Sztandaru Pracy II klasy
- Krzyż Oficerski Orderu Odrodzenia Polski
- Złoty Krzyż Zasługi (22 lipca 1952)[10]
- Medal 40-lecia Polski Ludowej[11]
- Medal 10-lecia Polski Ludowej (23 maja 1955)[12]
- Odznaka tytułu honorowego „Zasłużony Nauczyciel PRL”
- Odznaka tytułu honorowego „Zasłużony dla Kultury Narodowej” (1986)[13]
- Odznaka honorowa „Za Zasługi dla Warszawy”
- Medal „20-lecia Światowej Rady Pokoju” (1969)[14]
- Medal Towarzystwa Przyjaciół Sztuk Pięknych[3]

## Nagrody i wyróżnienia
- Nagroda Artystyczna Wojewódzkiej Rady Narodowej we Wrocławiu (1951)
- Nagroda Artystyczna Miasta Wrocławia (1956)
- Nagroda resortowa II stopnia (1956)
- Nagroda resortowa I stopnia (1964, 1975)
- Medal honorowy IV Międzynarodowego Biennale Ekslibrisu Współczesnego w Malborku (1969)[15]
- Nagroda Miasta Stołecznego Warszawy (1973)